# Höfen (Gummersbach)
Höfen ist ein Ortsteil von Gummersbach im Oberbergischen Kreis im südlichen Nordrhein-Westfalen, Deutschland.

## Geographie
Der Ort liegt rund sechs Kilometer südlich des Stadtzentrums in unmittelbarer Nachbarschaft von Vollmerhausen im Aggertal.

## Geschichte
1575 wurde der Ort erstmals urkundlich erwähnt als in den Hoven auf der Karte von Arnold Mercator.

## Kultur
In Höfen befindet sich die Schützenhalle des Schützenvereins Vollmerhausen 1928 e. V.

## Verkehr
Der Ort ist nur mittelbar an den ÖPNV angeschlossen. Man erreicht ihn mit den Buslinien 302 (Gummersbach – Nümbrecht / Waldbröl) oder 310 (Gummersbach – Overath) jeweils über die Haltestelle Vollmerhausen, ab dort etwa 500 m Fußweg.